# Terebka
Terebka je zaniklá usedlost v Praze 4-Nuslích, která se nacházela nad ulicí Čiklova na místě gymnázia Na Vítězné pláni. Jmenuje se po ní ulice Pod Terebkou. Pozemky usedlosti se táhly až ke zmíněné ulici Pod Terebkou.

## Historie
Na pozemcích původní vinice či pole byla usedlost postavena až po roce 1841. Dvůr koupil ve 2. polovině 19. století architekt Rudolf Tereba (1851–1904), který se po cestách v Itálii usadil v Praze jako stavitel a postavil zde novou vilu poblíž tehdejší Jarošovy a Kosmovy ulice.
Stará usedlost byla později zbořena. V 60. letech 20. století byla na jejím místě postavena budova školy.  Přilehlá ulice v prodloužení ulice Boleslavovy byla i s nuselskou zahrádkářskou kolonií zasypána. Zůstal pouze pramen a studánka v dolní části, pod křižovatkou Boleslavovy a Čiklovy ulice. Úroveň terénu se tam zvýšila o více než 10 m.